# Emilie Valenciano
Emilie Vanessa Valenciano Rojas (* 15. Februar 1997 in Zarcero, Provinz Alajuela) ist eine costa-ricanische Fußballspielerin.

## Karriere

### Verein
Vom Sporting FC San José wechselte Valenciano im Sommer 2022 nach Israel, wo sie einen Vertrag beim FC Ramat haScharon unterschrieb. Seit Mitte Juni 2023 steht sie wieder in ihrer Heimat unter Vertrag, diesmal bei LD Alajuelense.

### Nationalmannschaft
Mit der costa-ricanischen U17 nahm sie an der Weltmeisterschaft 2014 teil und kam hier bei allen drei Spielen ihrer Mannschaft zum Einsatz. 
Danach gehörte sie zum Kader der A-Nationalmannschaft bei der Weltmeisterschaft 2015, kam hier jedoch nicht zum Einsatz. Nach weiteren Freundschaftsspieleinsätzen folgte eine Teilnahme an den W Championship 2022. Nachdem sie in der Qualifikation schon zu ein paar Einsätzen gekommen war, wurde sie auch bei der Endrunde zweimal eingesetzt. Nach dem Turnier folgten noch weitere Einsätze bei Freundschaftsspielen.
Am 8. Juli 2023 wurde sie für den costa-ricanischen Kader der Weltmeisterschaft 2023 nominiert.